# 爾朱皇后 (北魏節閔帝)
尔朱皇后，尔朱兆之女，北魏节闵帝元恭的皇后。普泰元年（531年）十月。高欢广阿之战的胜利及其势力的发展，对尔朱氏形成威胁，这使得尔朱家族又团结起来。普泰二年（532年）三月，在洛阳秉朝政的尔朱世隆送厚礼于尔朱兆，卑辞请他至洛阳，并请魏节闵帝元恭纳其女为皇后。四月，高欢攻入洛阳，将元恭废黜囚禁，又立北魏孝文帝孙、广平王元怀第三子平阳王元修为帝。不久，元修毒杀元恭。尔朱皇后后事无载。
| 前任： 尔朱皇后 | 北魏皇后 532年 | 繼任： 高皇后 |